# Grefsen

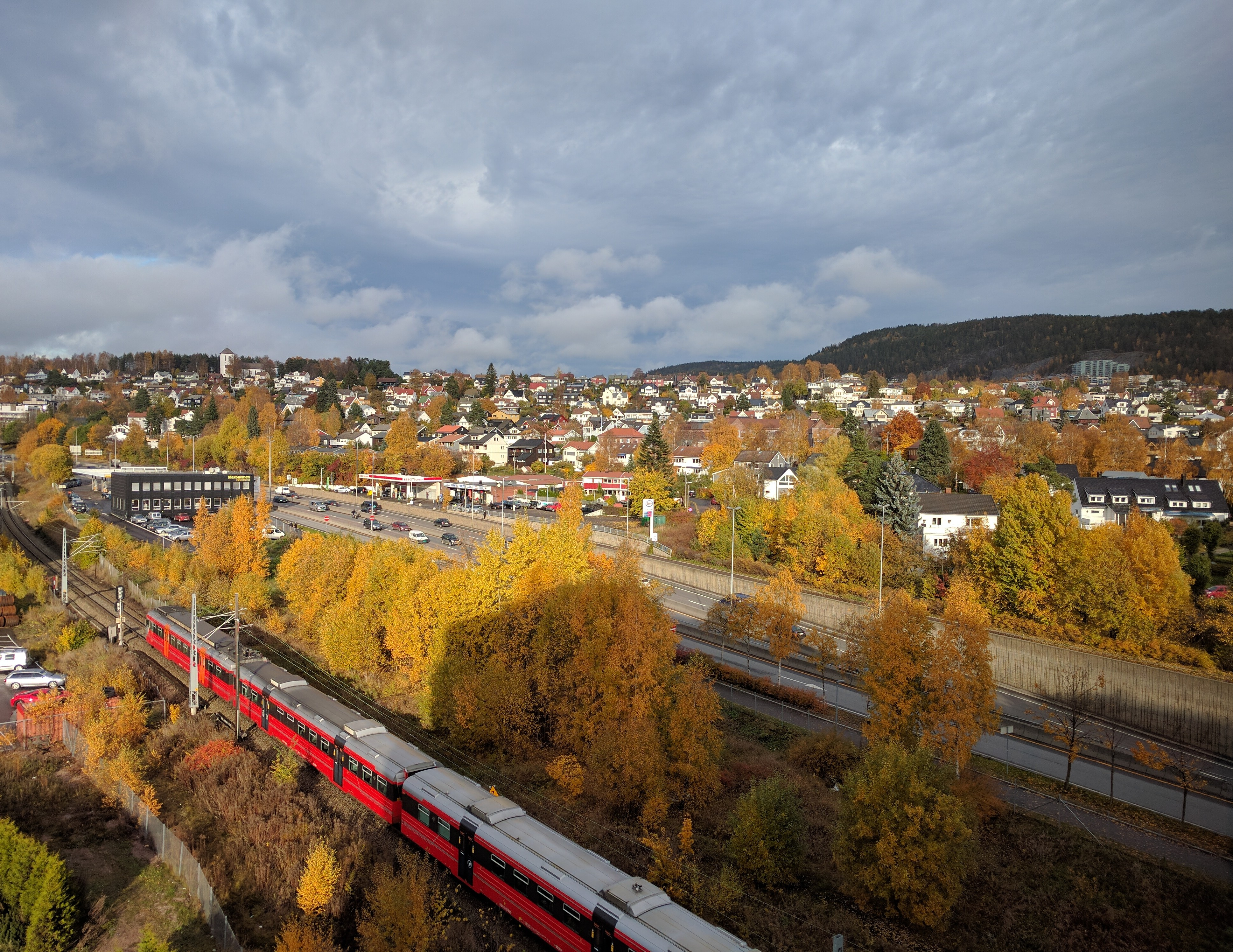
Blick auf Grefsen

Grefsen ist ein Stadtviertel in der norwegischen Hauptstadt Oslo. Das Wohnviertel liegt im Stadtteil Nordre Aker.

## Lage
Das Stadtviertel Grefsen liegt östlich der Akerselva, im Osten des Stadtteils Nordre Aker. Grefsen liegt außerhalb der Ringstraße 3. Im Norden grenzt das Stadtviertel an Kjelsås und im Süden unter anderem an die Stadtviertel Lofthus, Sinsen und Disen. Östlich des Stadtviertels liegt im Waldgebiet Lillomarka die Erhebung Grefsenåsen mit einer Höhe von rund 379 moh.

## Geschichte und Bebauung
Das heutige Stadtviertel ist nach dem Hof Grefsen benannt. Der altnordische Name des Hofes war Grefsin. Dessen Namensbedeutung ist nicht genau gesichert. Die Nachsilbe geht auf -vin (deutsch Wiese) zurück. Der Grefsen-Hof wurde bereits im Jahr 1310 im Akershusregisteret geführt. Im Mittelalter wurde der Hof in mehrere Höfe aufgespalten. Es entstanden schließlich die drei Höfe Østre Grefsen, Vestre Grefsen und Nedre Grefsen.
Nachdem in Grefsen Heilquellen entdeckt worden waren, wurde im Jahr 1858 die Kuranstalt Grefsen Vandcuranstalt eröffnet. Die Kuranstalt wurde im Jahr 1898 wieder geschlossen, woraufhin die Liegenschaft weiter als Sanatorium genutzt wurde. Der außerhalb des Stadtviertels gelegene Bahnhof Grefsen an der Gjøvikbanen nahm im Jahr 1900 seinen Betrieb auf. Der Bahnhof liegt rund 6,8 Kilometer vom Osloer Hauptbahnhof entfernt. Nachdem das Land der Grefsen-Höfe zu Beginn des Jahres 1900 als Baugrund freigegeben worden war, bildete sich dort ein Villenviertel. Ab den 1940er-Jahren wurden in Grefsen auch Wohnblöcke errichtet.
Im Jahr 1905 nahm die Grefsen skole ihren Unterrichtsbetrieb auf. Im Jahr 1921 folgte mit der Grefsen videregående skole eine weitere Schule. Sie erhielt im Jahr 1932 den Status als Gymnasium. Mit dem Grefsen stadion erhielt Grefsen 1930 ein Stadion. Die Grefsen kirke, eine Kirche mit rund 600 Sitzplätzen, wurde im Jahr 1940 fertiggestellt. Ab 1988 bildete Grefsen gemeinsam mit Kjelsås den Stadtteil Grefsen-Kjelsås. Dieser ging 2004 gemeinsam mit Sogn und weiteren Stadtvierteln im neu gebildeten Stadtteil Nordre Aker auf.